# Alguerés

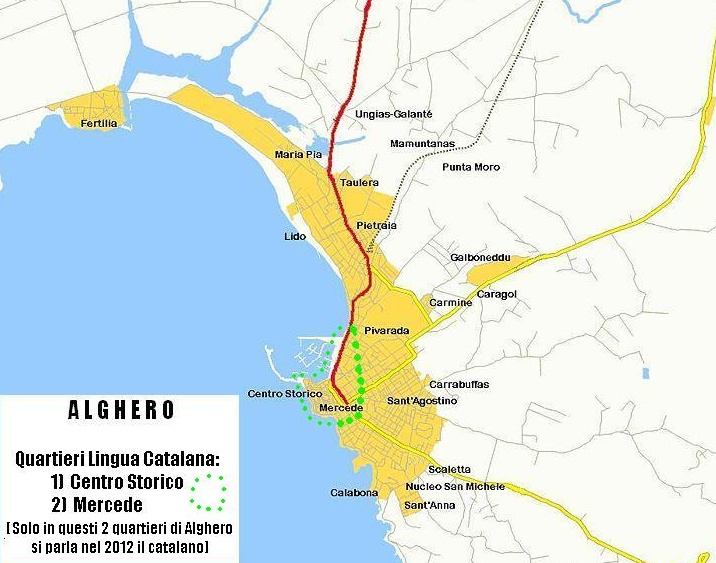
Mapa de los barrios de Alguer (Alghero) (Cerdeña) donde se habla el catalán histórico en 2012 (en verde están delimitados los barrios "Centro Storico" y "Mercede"). En todos los otros barrios de Alguer se habla el sardo y/o el italiano. Nótese que en 2012 solamente el 20% de los 40.000 habitantes de Alguer habla el catalán, y que entre los jóvenes en edad escolar este porcentaje baja al 12% del total.

El alguerés (en catalán: alguerès; en la norma algueresa, alguerés) es la variedad lingüística del catalán que se habla en la ciudad de Alguer, al noroeste de la isla italiana de Cerdeña. Ha sido reconocido como lengua minoritaria por Italia y el gobierno regional de Cerdeña.

Situación del municipio de Alguer en Cerdeña

A partir de 1354, colonos catalanes procedentes principalmente del área de Tarragona y del Panadés, traídos por Pedro IV, repoblaron Alguer mientras que la población originaria sarda fue expulsada o deportada, y a partir de ahí se remonta el uso de un dialecto del catalán oriental en la ciudad, uso que perdura hasta el día de hoy.

## Características
El catalán fue sustituido por el castellano como lengua oficial durante el siglo XVII y después por el italiano en 1760. A finales de la década de 1990 aproximadamente un 60 % de la población de la ciudad de Alguer entendía el alguerés y un 20 % lo hablaba. En 2012 el alguerés está limitado a los barrios "Centro Storico" y "Mercede" de Alguer (la Ciutat Vella). En la periferia de Alguer el alguerés generalmente ha desaparecido desde los tiempos del fascismo italiano, a pesar de que aún es posible escuchar diálogos en alguerés, generalmente entre personas adultas, por ejemplo en el barrio La Pedrera (pron. alguerés "la parrera", italiano La Pietraia). 
El alguerés pertenece al grupo de dialectos catalanes orientales y tiene bastantes influencias del italiano, el sardo y del español. También es frecuente encontrar arcaísmos, consecuencia de su aislamiento respecto al continuo lingüístico propiamente catalán.

## Historia
La ciudad de Alguer (Cerdeña, Italia) tiene una población de 43.831 habitantes (2009). La población de la ciudad fue sustituida por colonos catalanes de las comarcas del Panadés y del Campo de Tarragona tras un levantamiento popular contra el rey Pedro el Ceremonioso. A finales de 1354, la población quedó muy reducida por el hambre, después de medio año de asedio, y los resistentes alguereses fueron expulsados o esclavizados.
Es por eso que hasta hace relativamente poco la lengua mayoritaria de la ciudad era el alguerés. Desde el fin de la Segunda Guerra Mundial, sin embargo, la inmigración de gente que habla sardo y la escuela, la televisión y los periódicos de habla italiana han hecho que menos familias lo hayan transmitido a los hijos. En 2004 los usos lingüísticos de la población de Alguer eran los siguientes:
|          | Primera lengua | Lengua habitual |
| -------- | -------------- | --------------- |
| Italiano | 59,2 %         | 83 %            |
| Alguerés | 22,4 %         | 13,9 %          |
| Sardo    | 12,3 %         | 2,8 %           |

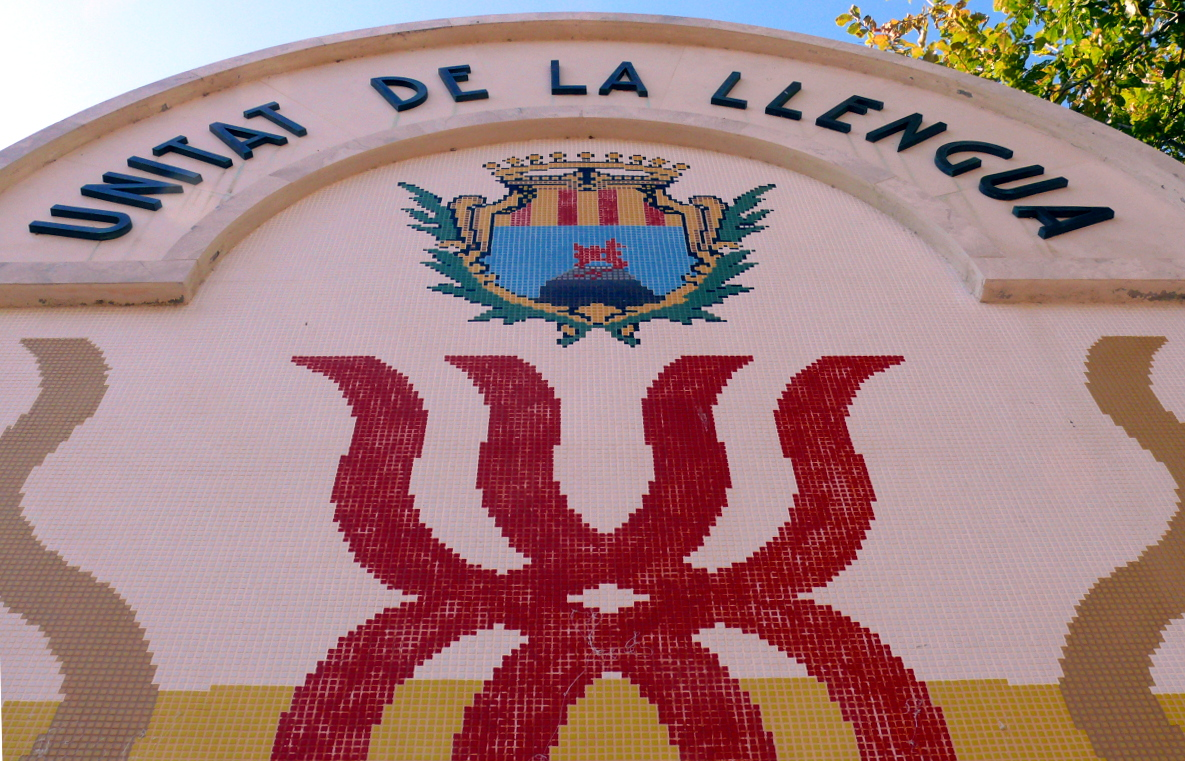
Monumento a la unidad de la lengua catalana en Alguer.

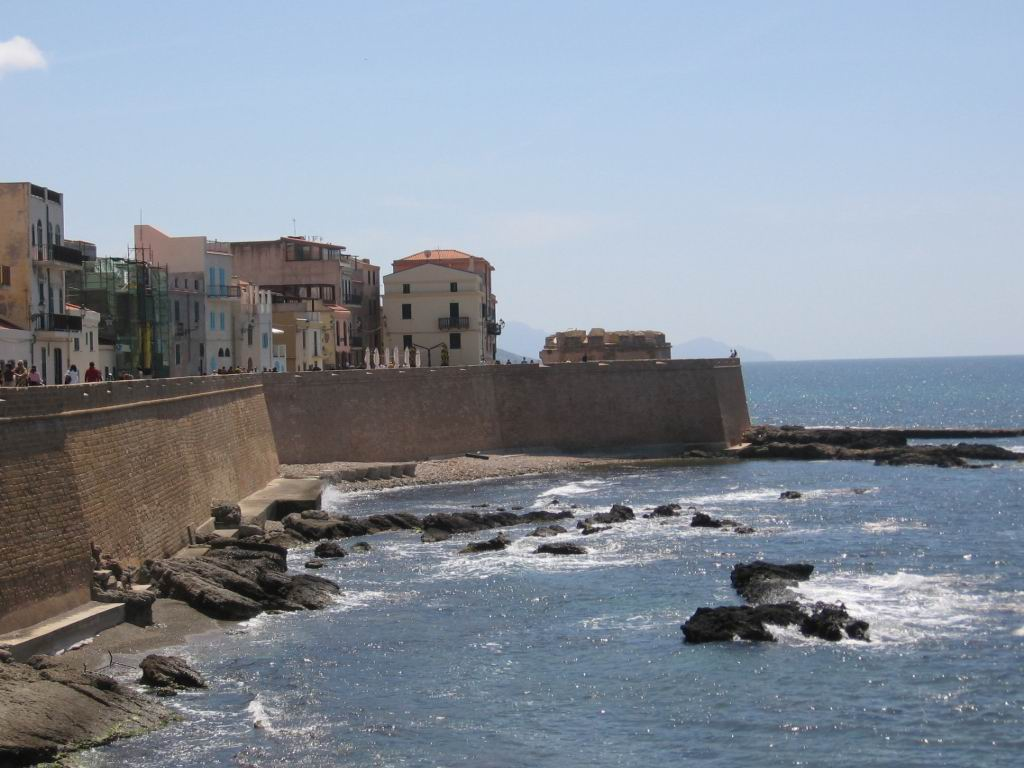
Muralla de Alguer.

En 1990 un 60% de la población local aún entendía el alguerés hablado aunque, desde hace un tiempo, pocas familias lo han transmitido a los hijos. Aun así, la mayoría de los alguereses de más de 30 años lo saben hablar y diferentes entidades promueven la lengua y la cultura, como por ejemplo Òmnium Cultural, el Centre María Montessori y la Obra Cultural de l'Alguer.
Los últimos datos sociolingüísticos de la Generalidad de Cataluña (2004) reflejan que para el 80,7% de la población de Alguer la lengua vernácula es el italiano, siendo la primera lengua del 59,8% de la población y la habitual del 83,1%. El catalán es la primera lengua para el 22,4% de la población pero es menos de un 15% quien la tiene como lengua habitual o la considera propia. La tercera lengua, el sardo, muestra un uso más bajo.
El Estado italiano, en virtud de la "Norma en materia de tutela de las minorías lingüísticas históricas", prevé el uso de lenguas como el catalán en la administración pública, en el sistema educativo así como la puesta en marcha de trasmisiones radiotelevisivas por parte de la RAI siempre que el estatuto de lengua sujeta a tutela sea solicitado al consejo provincial por municipios en los que lo solicite el quince por ciento de la población. Anteriormente, el Consejo Regional de Cerdeña había reconocido la igualdad en dignidad de la lengua sarda con la italiana en toda la isla, así como con otras lenguas de ámbito más reducido, entre las que cita al catalán, en la ciudad de Alguer. La ciudad, por su parte, promulga su tutela y normalización en sus estatutos.
Debido a su origen catalán, los alguereses denominan su ciudad "Barceloneta", y existen vínculos culturales, fomentados por la Generalidad de Cataluña dentro de su programa de inversión en la extensión de la lengua y cultura catalana por el mundo, entre Cataluña y Alguer. Entre sus tradiciones vivas destaca el Cant de Sibil·la, que se canta en Nochebuena (como sucede en Mallorca).
En los últimos años ha habido un resurgimiento de la música cantada en la lengua local. Entre los más renombrados protagonistas de esta nueva ola destacan artistas como la cantante Franca Masu.

## Uso del alguerés
Según una encuesta de usos lingüísticos en Alguer , realizada por la Generalidad de Cataluña en 2004, el conocimiento del alguerés es el siguiente:
- Lo entiende: 90,1 %
- Lo lee: 46,5 %
- Lo habla: 61,3 %
- Lo escribe: 13,6 %

Un 22,4 % tiene al alguerés como primera lengua, pero según el Atlas Interactivo UNESCO de las Lenguas en Peligro en el Mundo este dialecto está considerado en peligro de extinción.

## Fonética y fonología
- Como la mayor parte del catalán oriental, neutraliza las o y u átonas en [u]: portal>"pultal", "lo>"lu", los>"lus", dolor>"durò";
- Como todo el catalán oriental, neutraliza las e y a átonas, pero lo hace en [a] en vez de [ə]: persona>"palzona", estar>"astà", alguerès>"algarès";
- Preserva la /v/ como fonema diferenciado de /b/, como en las Islas Baleares y parte de Valencia.
- La r final enmudece como en la mayor parte del catalán oriental: anar>"anà", "saber">"sabé", "fugir">"fugì", "L'Alguer">"L'Alguè", "volar">"vurà";
- Rotacismo (influencia sarda). Mutación de /d/ y /l/ intervocálicas en [r]: "escola">"scora", 'Barceloneta' (pequeña Barcelona): estándar [bərsəluˈnɛtə], alguerés [balsaruˈnɛta], vila y vida son homófonos en alguerés ['vira], "cada">"cara", "bleda">"brera", "roda">"rora", "vular">"vurà", "codony">"curom". También de /l/ a [r] en grupos oclusiva+líquida: "blanc">"branc", "plana">"prana", "clau">"crau", "plaça">"praça", "ungla">"ungra", "plena">"prena",
- Mutación de /r/ final de sílaba a lateral [l] (influencia sarda): "port">"polt", "sard">"sald", "persona">"palsona", "corda">"colda", "portal">"pultal", "Sardenya">"Saldenya", "parlar">"pal·là". El posible grupo consonántico resultante [r]+consonante todavía se simplifica más hasta [l]; ejm. 'forn': estándar [ˈforn], alguerés [ˈfol].
- Despalatalización de consonantes laterales y nasales en final de sílaba (influencia sarda): lateral /ʎ/ en [l], nasal /ɲ/ en [n]; ejm. 'any': estándar [ˈaɲ], alguerés [ˈan], "puny">"pun", "fill">"fil", "vell">"vel", "cavall">"caval".
- Elisión de e inicial (influencia italiana): "escola">"scora";
- Mutación en [i] de algunas e átonas en contacto con palatales o seguidas de /i/ tónica, como en otros dialectos: "estiu">"istiu", "vestir">"vistì", "llegir">"lligì";

## Morfología y sintaxis
- Formas medievales del artículo determinado: lo/los (pron. lu/lus) y la/les (pron. la/las),  frente al catalán estándar el/els, la/les.
- El pretérito perfecto simple ha sido sustituido por el pretérito perfecto compuesto formado con haver o ésser + participio, posiblemente por influencia del italiano hablado en Cerdeña, a su vez influido por el sardo, donde el préterito perfecto simple ha desaparecido.
- El mismo pretérito perfecto compuesto es realizado con ambos auxiliares ésser y haver, como en sardo y en italiano, mientras que en catalán estándar solo se usa haver, como en español: só (estándar soc) anat/anada (he anat), sés estat/estada (has estat), etc.
- El pretérito imperfecto conserva la -V- etimológica en todas las conjugaciones: 1.ª -ava, 2.ª -iva, 3.ª -iva (en vez de las formas modernas, que solo conservan la -v- en la 1.ª conjugación: 1.ª -ava, 2.ª -ia, 3.ª -ia) (esta característica arcaica la comparte el catalán de la Ribagorza).

## Léxico
- Arcaísmos: servici por servei, almanco por almenys, espada por espasa, algua por aigua, lletra por carta, marina por mar.
- Palabras prestadas o calcos tomados del sardo (eba por egua, cavidani por setembre (sardo cabidanne), campsant por cementiri, maco por boig, fedal por coetani); del castellano (iglesia por església, llumera por llum, feo por lleig); y del italiano (fortuna por sort, màquina por cotxe).

### Días de la semana
dilluns (pron. "dillunts"), dimarts (pron. "dimalts"), dimecres, dijous, divendres, dissabte (pron. "dissata"), diumenge.

### Meses del año
gener; febrer (pron, "frabè"); març (pron. "malç"); abril; maig; juny; juliol (pron. "juriol"); agost; setembre o cavidani (pron. "cavirani", sardo cabudanni/cabidanne); octubre (pron. "utobre") o santuaini (sardo Santu Aine); santandria (sardo Sant'Andria) o novembre; nadal (pron. "naral", sardo Nadale) o desembre.

### Estaciones
primavera o verano (pron. "varanu", sardo beranu); estiu (pron. "istiu"); autunjo (pron. "atunju", sardo atongiu, catalán estándar tardor), hivern (pron. "imvel").

### Ejemplos
| Catalán estándar         | Dialecto de Barcelona                   | Dialecto de Alguer     |
| ------------------------ | --------------------------------------- | ---------------------- |
| està sempre parlant      | astà sempra parlan (pronunciación)      | astà sempra pallant    |
| va a l'escola d'alguerès | va a l'ascola d'algarès (pronunciación) | va a l'scora d'algarès |

Balzaruneta del rei de Aragò,

eras la prenda giniosa, ru vantu;

an la Saldenya numbrara pe aspantu,

fultificara de torra i bastió,

Balzaruneta del rei de Aragò!

## Escritores alguereses
- Rafael Sari
- Rafael Catardi i Arca
- Antoni Bal·lero
- Joan De Giorgio i Vitelli
- Antoni Cao

## Músicos alguereses
- Franca Masu
- Antonello Colledanchise
- Pino Piras
- Pasqual Gallo
- Paolo Dessì